# 变光刚毛葶苈
变光刚毛葶苈（学名：Draba setosa var. glabrata）是十字花科葶苈属的变种。分布于中国大陆的西藏等地，生长于海拔4,400米至4,600米的地区，常生长在山坡、砂砾地以及锦鸡儿灌丛中，目前尚未由人工引种栽培。